# Min evige sommer
Min evige sommer er en dansk film fra 2025, der er instrueret af Sylvia Le Fanu. Filmen er hendes debut som instruktør. Hovedrollen som den 15-årige Fanny spilles af Kaya Toft Loholt, der blev kendt for sin rolle i En helt almindelig familie. Anders Mossling spiller Fannys far, og Maria Rossing er Fannys mor. Filmen fik generelt gode anmeldelser i de danske aviser.

## Produktion
Produktionsfirmaet er Adomeit Film og som producer står Jeppe Wowk.
Distributionen i Danmark varetages af Reel Pictures, mens filmen internationalt sælges af TrustNordisk.
Min evige sommer er hovedsageligt optaget på Langeland i 2023.
Optagelsesteder er Gulstav Klint på det sydligste Langeland, Stengade Strand, Feriepark Langeland, Slotsbyen Tranekær, Sundhedsøen, Åsø, Langelands Efterskole, og Østergade i Rudkøbing. På Fyn blevet der filmet på Svendborg Sygehus, Crazy Daisy også i Svendborg, og på Capio Privathospital i Odense.

## Handling
Den 15-årige Fanny og hendes forældre er taget i sommerhus for at tilbringe sommeren, sådan som de altid plejer. Men under overfladen af deres sædvanlige rutiner og traditioner dvæler en uudtalt sorg – de ved, at det bliver hendes mors sidste sommer. Mens de forsøger at få det bedste ud af den tid, de har tilbage sammen, navigerer familien forsigtigt i at nyde nuet.

## Medvirkende
- Kaya Toft Loholt som Fanny
- Maria Rossing som Karin
- Anders Mossling som Johan

## Modtagelse
Min evige sommer fik verdenspremiere på San Sebastiáns Internationale Filmfestival den 23. september 2024 under titlen My Eternal Summer.
I november 2024 blev filmen præmieret under 66. Nordische Filmtage Lübeck med både Norddeutscher Rundfunks NDR Film-prisen og Baltic Film Prize for en nordisk film.
Den fik svensk premiere under Göteborg Film Festival i januar 2025. Her indgik den i den nordisk konkurrence.
I såvel Jyllands-Posten som Berlingske fik filmen fem stjerner ud af seks mulige. I Politiken tildelte Kim Skotte fire hjerter og skrev, at filmen føltes som en meget personlig historie. Desuden fremhævede han det gode skuespil hos både hovedpersonen Kaya Toft Loholt som datteren, Maria Rossing som moderen, der trods sin sygdom fortsat må påtage sig rollen som familiens livstykke, der holder modet oppe hos hele familien, og svenske Anders Mosslings lidt mindre rolle som den sky far.
I Information blev Lone Nikolajsens anmeldelse summereret således at det lød at filmen var "en usædvanligt god og elegant iscenesat dansk film".